# Stefan Przeworski
Stefan Przeworski (ur. 18 czerwca 1900 w Częstochowie, zm. 20 lub 22 stycznia 1940 w Palmirach) – polski archeolog i hetytolog, filozof.

## Życiorys
Po ukończeniu gimnazjum Towarzystwa Opieki Szkolnej w 1918 rozpoczął studia na Wydziale Prawnym Uniwersytetu Warszawskiego, przerwał je aby wstąpić ochotniczo do Wojska Polskiego. Pod koniec 1920 przeszedł do rezerwy, nie powrócił na uczelnię, wyjechał do Krakowa, gdzie wstąpił na Wydział Filozofii Uniwersytetu Jagiellońskiego. Pracę doktorską obronił w 1926 na Uniwersytecie Jana Kazimierza, naukę kontynuował w Berlinie, Brukseli, Paryżu i Turcji. W latach 1927–1928 asystował przy wykopaliskach prowadzonych w Anatolii (Turcja) prowadzonych przez archeologów amerykańskich z funduszy hrabiego Hansa Henninga von der Ostena.
Od 10 marca 1931 pełnił funkcję docenta archeologii starożytnej Wschodu na Uniwersytecie Jana Kazimierza. Był członkiem zarządu Towarzystwa Polsko-Irańskiego i komitetu orientalistyki Polskiej Akademii Umiejętności. Był autorem dwudziestu prac naukowych, wielu felietonów, recenzji i artykułów w prasie fachowej, dziennikach codziennych oraz konsultował hasła encyklopedyczne. Współredagował „Polski Biuletyn Orientalistyczny”. Aresztowany pod koniec 1939 zginął podczas egzekucji w Palmirach pomiędzy 20 a 22 stycznia 1940, jego ciała nigdy nie zidentyfikowano.
Córką Stefana Przeworskiego była profesor matematyki Danuta Przeworska-Rolewicz (1931-2012).